# Compagnia dei Santi Crespino e Crespiniano dei Calzolai

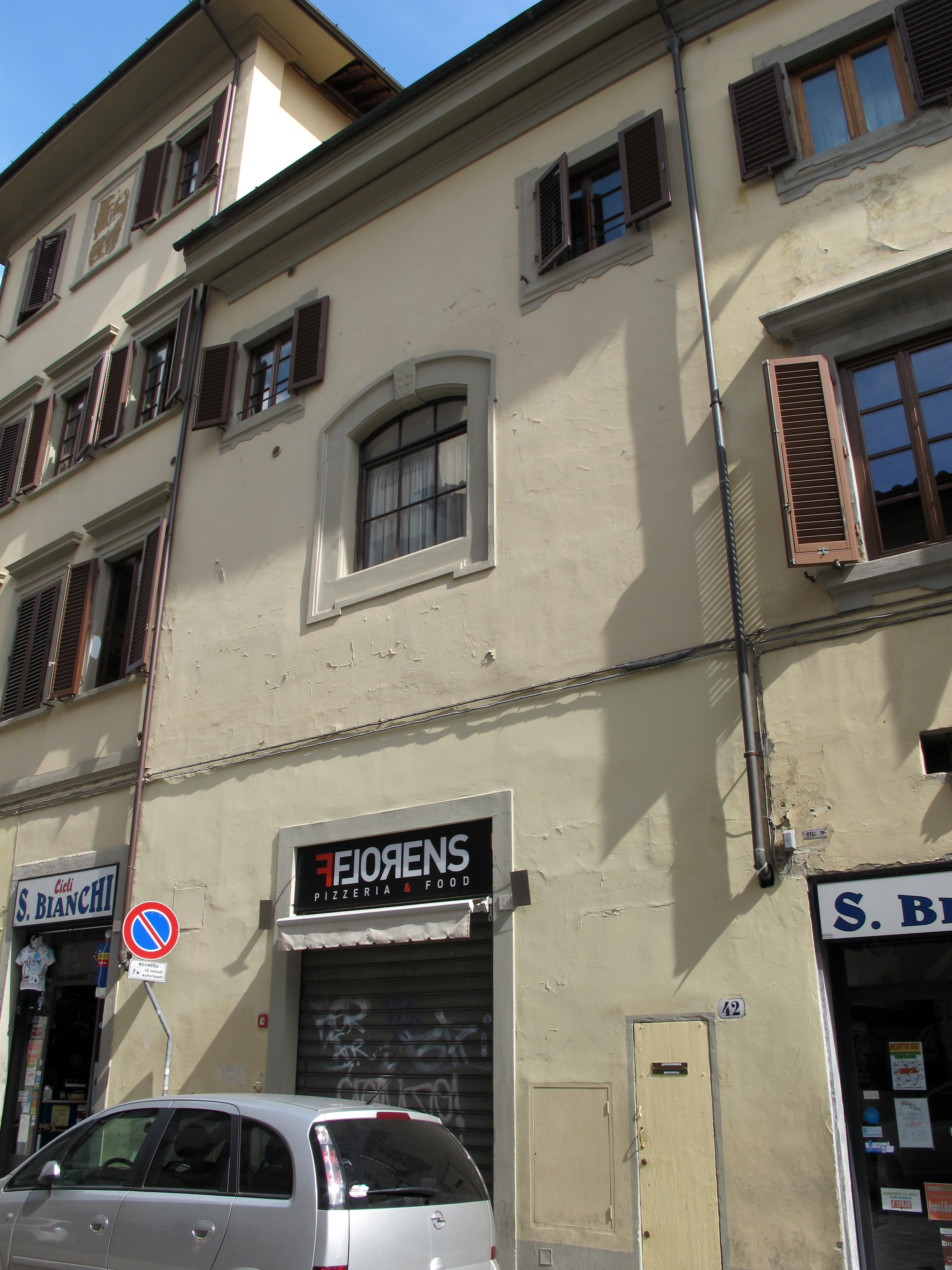
L'ex-oratorio di Santa Maria della Neve in via San Gallo

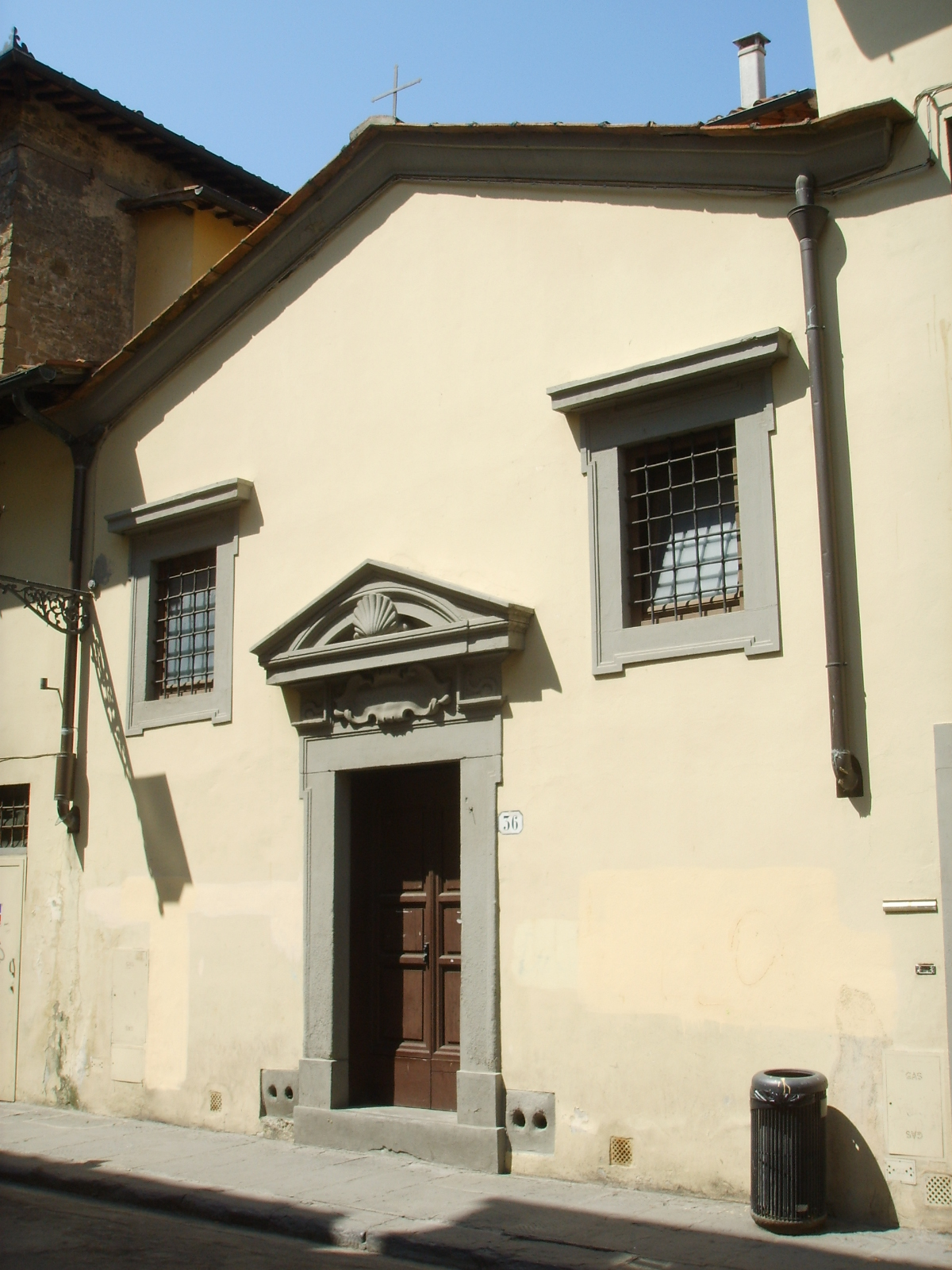
L'oratorio dei Santi Crispino e Crespiniano presso Sant'Ambrogio

La Compagnia  dei Santi Crespino e Crespiniano dei Calzolai era un'antica confraternita di Firenze.

## Storia
La Compagnia nacque il 6 giugno 1502 dall'unione di due confraternite di calzolai e ciabattini esistenti: quella della nazione tedesca, che fino ad allora si era riunita in una cappella dedicata a santa Caterina in San Lorenzo, e quella "italiana". Vennero scelti come protettori i martiri Crespino e Crespiniano, protettori appunto di quella categoria di lavoratori. Il primo luogo di ritrovo della compagnia unificata era l'oratorio di Santa Maria della Neve in via San Gallo; nel corso poi del XVII secolo si trasferì in uno di quei locali, poi distrutti, dietro la tribuna della Santissima Annunziata, con accesso dall'attuale via Gino Capponi e accanto alla sede della Compagnia di San Sebastiano. Infine, dalla fine del Seicento, nell'oratorio dei Santi Crispino e Crespiniano in Borgo la Croce.
Vi potevano partecipare tutti i professionisti delle calzature, mestiere assai diffuso a Firenze: tra essi si distinguevano in calzolai o scarpentieri (fabbricanti di scarpe generiche), calzaiuoli (di calze suolate, simili a lunghi stivali), ciabattini (di calzature aperte), zoccolai (di zoccoli) e pianellai (di scarpe con la zeppa). La confraternita offriva mutua assistenza ai confratelli in difficoltà fisiche ed economiche. 
Le tornate si svolgevano ogni seconda e quarta domenica del mese, nelle solennità legate alla Vergine, e il giorno dei patroni, il 25 ottobre. 
Già in decadenza e in difficoltà finanziarie  prima delle soppressioni leopoldine, nel novembre del 1784 fu unita a quelle della Nunziata e San Lorenzo in Piano. Tuttavia solo un anno dopo, nel 1785, Pietro Leopoldo emise il motu proprio che sopprimeva tutte le confraternite, compresa questa che non venne più rifondata.

## Stemma
Lo stemma della Compagnia era d'azzurro, con una corona d'oro da cui fuoriuscivano due foglie di palma dello stesso colore in decusse, simbolo del doppio martirio dei suoi protettori, sovrastanti una lesina e un trincetto, arnesi tipici del mestiere. 